# Jörn Großkopf
Jörn Großkopf (* 29. August 1966 in Hamburg) ist ein ehemaliger deutscher Fußballspieler und jetziger -trainer.

## Leben
Jörn Großkopf, der im Hamburger Grindelviertel aufwuchs, spielte bis 1988 beim HEBC Hamburg. Im April 1988 bestritt er ein Probetraining beim Bundesligisten Hamburger SV, spielte auch bei Werder Bremen vor, ging aber zur Saison 1988/89 zum FC St. Pauli, der gerade in die Bundesliga aufgestiegen war. Zwei Patellarsehnenrisse warfen ihn zurück, wodurch er bei den Hamburgern den Anschluss verlor. Nach 30 Spielen und 2 Toren für den FC St. Pauli wechselte er im Sommer 1991 zum Verbandsligisten SC Concordia Hamburg. Für den SC Concordia bestritt er später knapp 100 Spiele in der damaligen Regionalliga-Nord (3. Liga). Es folgten Stationen beim Eimsbütteler TV, Union 03 Altona, TSV Sasel und Niendorfer TSV. Großkopf beendete seine Spielerkarriere 2005 beim Niendorfer TSV. Er galt als „pflegeleichter Spieler“, der damalige St. Pauli-Manager Georg Volkert schätzte ihn 1988 als „trickreich, schnell“ und als „echten Instinktfußballer“ ein.
Im Anschluss an seine Spielerkarriere wurde Großkopf 2005 Trainer beim Niendorfer TSV. 2007 wechselte er zum FC St. Pauli, bei dem er die U-19 übernahm. Diese führte er nach nur einem Jahr 2008 in die A-Jugend-Bundesliga. Im Januar 2009 wechselte er als Cheftrainer zur U-23 des Clubs, mit der er in die Regionalliga Nord/Nord-Ost aufstieg, nach einem Jahr aber 2010 wieder abstieg. 2011 schaffte er mit der Mannschaft den sofortigen Wiederaufstieg mit großem Abstand zur Konkurrenz.
Von Juni 2012 bis März 2013 erwarb Großkopf an der Hennes-Weisweiler-Akademie in der DFB-Sportschule Hennef die Fußball-Lehrer-Lizenz.
Großkopfs Vertrag beim FC St. Pauli wurde über die Saison 2012/13 hinaus nicht verlängert. Ab Juni 2013 war er als Nachfolger von Uwe Wolf Trainer des Regionalligisten KSV Hessen Kassel. Er war mit einem Einjahresvertrag ausgestattet. Am 12. November 2013 stellte der Verein Großkopf von seinen Aufgaben frei. Im Dezember 2014 übernahm er die Trainingssteuerung beim SC Poppenbüttel. Im März 2016 wurde Großkopf Trainer des Oberligisten KFC Uerdingen 05. Im Juli 2016 übernahm er das Traineramt des Regionalligisten SV Eichede, nachdem er zuvor zwei Wochen den Oberligisten Wedeler TSV betreut hatte, aber die Freigabe erhalten hatte, als das Angebot aus Eichede eintraf. Seine Amtszeit in Eichede dauerte nur einige Monate: Im November 2016 wurde er nach nur einem Sieg, drei Unentschieden und zwölf Niederlagen (9:43 Tore) in der Hinrunde beurlaubt. Im Januar 2017 ging Großkopf zum Wedeler TSV zurück. Im April 2018 wurde er in Wedel entlassen. Großkopf übernahm anschließend den Oberliga-Aufsteiger HEBC Hamburg. Er verließ HEBC im Mai 2019, und im Juni 2019 wurde er als neuer Trainer des FC Türkiye Wilhelmsburg eingestellt. Großkopf betreute den Landesligisten bis 2022. Im Mai 2022 wurde er als neuer Trainer des FC Alsterbrüder vorgestellt. 2023 gelang ihm mit der Mannschaft der Aufstieg in die Oberliga Hamburg und der Einzug ins Halbfinale des Hamburger Pokalwettbewerbs. Anfang März 2024 gab der Vorstand des FC Alsterbrüder Großkopfs Ausscheiden aus dem Traineramt am Ende des Spieljahres 2023/24 bekannt.
Im September 2024 wurde er Trainer der U23-Mannschaft von Eintracht Norderstedt. Im November 2024 betreute er des Weiteren übergangsweise die erste Norderstedter Mannschaft in der Regionalliga.
Großkopf verfügt über eine Ausbildung im Groß- und Außenhandel, ist Sozialversicherungsfachmann und Versicherungsfachmann (BWV).